# Twin Mirror
Twin Mirror — приключенческая компьютерная игра, созданная французской студией Dontnod Entertainment при участии Shibuya Productions. Выпуск состоялся 1 декабря 2020 года для платформ PlayStation 4, Windows и Xbox One. Игра получила неоднозначные оценки критиков.

## Игровой процесс
Twin Mirror представляет собой компьютерную игру с видом от третьего лица. Главный герой — журналист-расследователь Сэм, вернувшийся в родной город Бассвуд, штат Западная Виргиния. Игровой процесс включает взаимодействие с окружающей средой и сбор предметов. Выбор собеседников влияет на ход расследования, что обеспечивает несколько возможных концовок.
Игровая механика построена на перемещении между реальным миром и «Дворцом разума» — ментальным пространством, где герой анализирует улики. Важным элементом повествования выступает внутренний голос Сэма, именуемый Двойником, способный как помочь, так и помешать расследованию.

## Сюжет
Главный герой игры — Сэмюэл Хиггс, бывший журналист-расследователь, возвращается в город Бассвуд после смерти близкого друга Ника. Ранее Сэм покинул город после публикации статьи о нарушениях техники безопасности на местных угольных шахтах. Публикация привела к закрытию шахт, оставив сотни жителей без работы, что вызвало негативное отношение горожан к Сэму. По возвращении дочь Ника, Джоан, просит его расследовать обстоятельства смерти отца, считая его поведение перед гибелью подозрительным. В расследовании Сэму помогает его бывшая девушка Анна, которая работала вместе с Ником в местной газете Basswood Jungle.

## Разработка
Разработка Twin Mirror началась в 2016 году, когда студия Dontnod Entertainment заключила соглашение с издателем Bandai Namco Entertainment Europe. Над проектом работала отдельная команда опытных разработчиков. К сентябрю 2018 года в разработке участвовало около сорока человек. По словам ведущего сценариста Мэттью Риттера, на создание игры оказали влияние такие приключенческие игры, как Beneath a Steel Sky и Space Quest.
Twin Mirror была анонсирована в июне 2018 года на выставке E3 2018, где был объявлен планируемый выход игры в 2019 году для PlayStation 4, Windows и Xbox One. На выставке Gamescom в августе того же года разработчики сообщили об эпизодическом формате игры, где первым из трёх эпизодов должен был стать Lost on Arrival.
В отличие от предыдущих проектов студии, разработчики Twin Mirror отказались от включения сверхъестественных элементов. Арт-директор Пьер-Этьен Траверс определил двойственность как центральную концепцию игры. Действие было решено поместить в вымышленный американский город, прообразом которого послужила южная часть Западной Виргинии, что должно было сделать игру более привлекательной для широкой аудитории.
В июне 2019 года произошли изменения в схеме издания игры: Dontnod Entertainment взяла на себя функции издателя, а Bandai Namco Entertainment сохранила за собой права на дистрибуцию консольных версий. К производству присоединилась компания Shibuya Productions. После передачи прав на интеллектуальную собственность от Bandai Namco к Dontnod было принято решение об отмене выпуска консольных версий игры на японском рынке.
Первоначальная концепция Twin Mirror предполагала эпизодический формат, однако в ходе разработки от него отказались в пользу цельного повествования. Презентация обновлённой версии игры состоялась на PC Gaming Show в июне 2020 года, где был показан тизер-трейлер. В сентябре 2020 года разработчики назначили дату выхода на 1 декабря того же года. ПК-версия игры распространялась эксклюзивно через Epic Games Store на протяжении первого года после релиза.

## Отзывы критиков
| Сводный рейтинг    | Сводный рейтинг                        |
| Агрегатор          | Оценка                                 |
| ------------------ | -------------------------------------- |
| Metacritic         | (PC) 65/100 (PS4) 60/100 (XONE) 62/100 |
| Иноязычные издания |                                        |
| Издание            | Оценка                                 |
| 4Players           | 75 %                                   |
| Eurogamer          | Avoid                                  |
| GameSpot           | 7/10                                   |
| IGN                | 5/10                                   |
| Jeuxvideo.com      | 13/20                                  |
| PCGamesN           | 7/10                                   |
| PC Gamer (US)      | 52/100                                 |
| The Guardian       | 4/5                                    |

Twin Mirror получила «смешанные или средние» отзывы, согласно сайту Metacritic. Некоторым критикам не понравилась механика игрового процесса и считали, что главному герою не хватает индивидуальности. Критики Gamereactor высоко оценили визуальные эффекты.

### Награды
В 2018 году игра получила награду «Jeuxvideo Best of Gamescom Awards» в категории «Награда за оригинальность».